# Epidius (Mythologie)
Epidius ist ein römischer Flussgott, zugehörig dem kampanischen Fluss Sarnus in der Nähe von Pompeji, kultisch verehrt am Fluss und in der anliegenden oskisch-samnitischen Stadt Nuceria.

## Der Mythos
Sueton überliefert den Mythos durch den Mund des gleichnamigen Rhetors Marcus Epidius: „Dieser (Rhetor) Epidius behauptete, er stamme von Gaius Epidius aus Nuceria ab, der sich, so wird erzählt, einst in die Quelle des Flusses Sarnus gestürzt habe, kurz danach sei er mit Stierhörnern (wieder) aufgetaucht und sofort (wieder) verschwunden und (daraufhin) zu den Göttern gezählt worden.“
Der Mythos erzählt die wundersame Vergöttlichung (Apotheose) eines Nucerinus, eines Bürgers von Nuceria, möglicherweise eines Urahnen der Gens Epidia, die in dieser Region stark vertreten war: „In dem benachbarten Pompeii kommt Ep(idius ?) als Praenomen vor […] und ungemein oft begegnet dort wie überhaupt im oskischen Gebiet der Gentilname E[pidius].“

## Literarische Einordnung
Die Erzählung über den Flussgott gehört zu den antiken Mythen und Märchen und findet Verwendung im Ahnenkult und in der Ahnenverehrung der genealogischen Familiendichtung.

### Mythos
Das von Griechen gegründete Nuceria und der nach griechischem Vorbild gehörnte Flussgott legen es nahe, dass der Mythos griechischen Ursprungs ist.

### Märchen
Epidius, sicherlich ein regionaler Schutzgott, gehört zu den Indigeten. Die sagenhafte Erzählung, verankert in der ländlichen Region und ohne epische Dimension, ist ein volkstümliches Märchen: „Eine Eigenthümlichkeit dieser Indigeten … ist es, daß sie zwar menschlich leben, aber dann auf eine geisterhafte Weise verschwinden, nicht wie die Homerischen Helden sterben, sondern … entrückt, aber dadurch zugleich verklärt und erhöht werden. Der gewöhnliche Ausdruck dafür ist non comparuit oder nusquam apparuit, was unserm 'ward nicht mehr gesehen' entspricht … “ Auch Epidius „ward nicht mehr gesehen“, non comparuisse, was dem Deus indiges einen märchenhaften Duktus verleiht.

### Genealogie
146 v. Chr. wurde Griechenland römische Provinz und der Braindrain nach Rom setzte ein. Die gebildeten Griechen brachten die Tradition der genealogischen Familiendichtung mit und setzten sie für den Ahnenkult und die Ahnenverehrung der vornehmen römischen Familien ein: „Die vielen Griechen, die als Hausfreunde, Hauslehrer, Haussklaven, oder als Rhetoren und Grammatiker in Rom lebten, hatten bald die Genugthuung der vornehmen Römerwelt ihre Huldigung nun auch in dieser Form darbringen zu können.“
Vor diesem Hintergrund liegt es nahe, dass der Mode entsprechend auch ein Rhetor in der 1. Hälfte des 1. Jahrhunderts v. Chr. in seiner Ahnenreihe einen märchenhaften Anfang entdeckte und möglicherweise ausmalte, nämlich Marcus Epidius: „In törichter Großtuerei rühmte er sich, ein Abkömmling eines C. Epidius aus Nuceria zu sein.“

## Rezeption

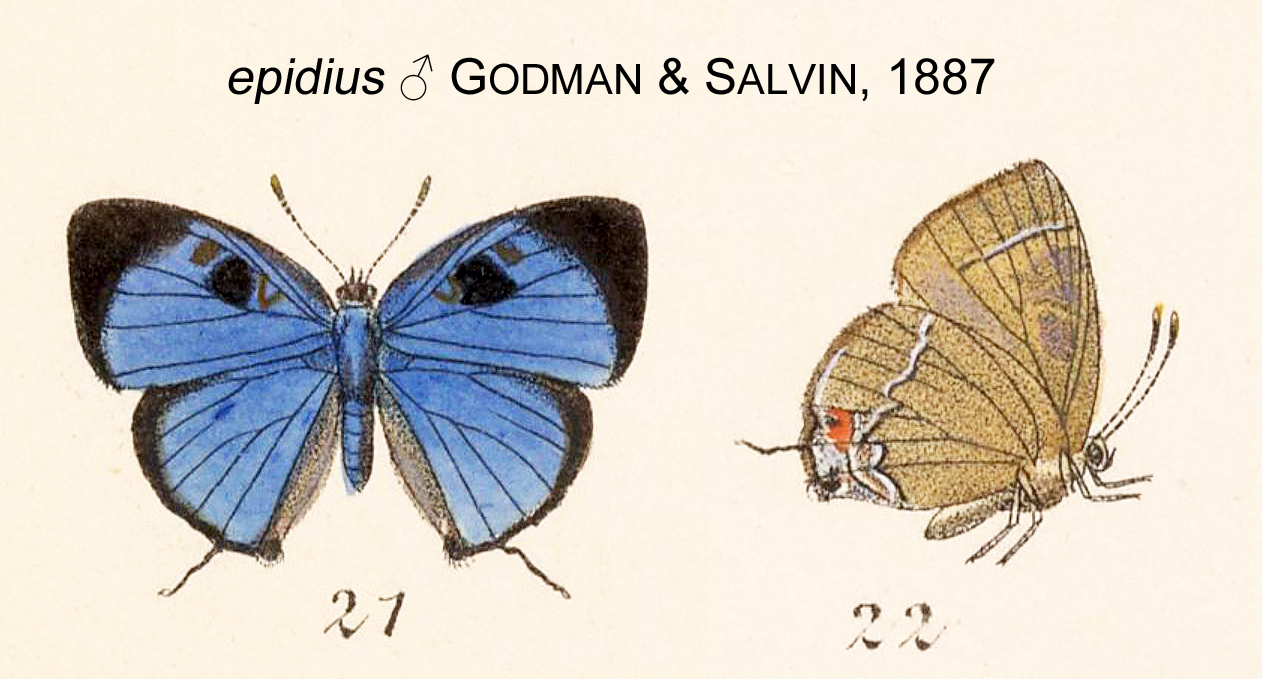
Der Schmetterling Theclopsis Epidius

- Name für Gattung der Krabbenspinnen aus der Familie der Thomisidae, beschrieben vom Zoologen Tamerlan Thorell, 1877.
- Name für Schmetterling aus der Familie der Lycaenidae, beschrieben von den Zoologen Godman und Salvin, 1887.

## Quelle
- Sueton: Fragmente über die berühmten Rhetoren, herausgegeben von  August Reifferscheid: C. Suetoni Tranquilli praeter Caesarum libros reliquiae (Die Überreste des Gaius Suetonius Tranquillus ohne die Bücher über die Caesaren), Verlag Teubner, Leipzig 1860, Seite 124: De rhetoribus, Nr. 4 (28); books.google.de